# Оборонный научно-технический университет НОАК
Оборонный научно-технический университет Народно-освободительной армии Китая (кит. упр. 中国人民解放军国防科学技术大学, пиньинь Zhōnggúo Rénmín Jiěfàngjūn Guófáng Kēxuéjìshù Dàxué, палл. Чжунго жэньминь цзефанцзюнь гофан кэсюэцзишу дасюэ, сокращения — 国防科学技术大学, 国防科技大学 или 国防科大) — военный университет в Чанша, провинция Хунань, КНР. Является одним из ключевых национальных университетов. Находится под руководством сразу двух министерств: национальной обороны (университет подчиняется напрямую Центральному военному совету КНР) и министерства образования. Участвует в проекте 211 и проекте 985 — национальных планах по развитию высшего образования в Китае.

## История
Основан в 1953 году под названием Военно-инженерный институт НОАК в Харбине, провинция Хэйлунцзян. В 1966 году был переименован в Харбинский инженерный институт и выведен из подчинения Министерству обороны. В 1970 руководство университета и 4 факультета переехали в Чанша и были переименованы в Чаншаский рабочий институт. Оставшиеся 4-5 факультетов отошли к региональным или к другим национальным университетам. В 1978 году ВУЗ вернулся под юрисдикцию Министерства обороны, и получил своё современное название.
Оборонный научно-технический университет НОАК является лидирующим институтом Китая в разработке суперкомпьютеров и в Космической программе Китая.

## Суперкомпьютеры университета
Yinhe-I (YH-I)
Разработанный в 1983 году, Yinhe-1 был самым производительным суперкомпьютером Китая и имел производительность 100 МегаFLOPS.
Yinhe-II (YH-II)
Yinhe-II был создан в 1992 году и достиг производительности в 1 GFLOPS.
Yinhe-III
К 1996 году Yinhe-II был обновлен и переименован в Yinhe-III. Производительность составила 13 GFLOPS.
Tianhe-I
Тяньхэ-1 впервые был представлен публике 29 октября 2009 года. Он стал пятым среди самых быстрых суперкомпьютеров мира (согласно рейтингу Top500, объявленному в ноябре 2009 года на конференции SC09 в Портланде).
Tianhe-IA
К октябрю 2010 Tianhe-I был обновлен до Тяньхэ-1А и достиг производительности в 2.57 петафлоп/с. Информация об обновлении была представлена на конференции HPC 2010 (Китай). Компьютер занял первую строку в рейтинге TOP500 от ноября 2010 года.
В ноябре 2011 Tianhe-1A стал вторым среди самых быстрых суперкомпьютеров, уступив своё звание K computer (Япония).
Tianhe-2
В июне 2013 года был представлен суперкомпьютер Тяньхэ-2 с производительностью в 33,86 Пфлопс (24 МВт). Он занял первую строчку в рейтинге TOP500 суперкомпьютеров мира по версии Linpack.

## Расположение
Университет расположен в Чанша, провинция Хунань. Занимает площадь около 373 гектаров.

### Сотрудники и студенты
На конец 2000-х — начало 2010-х в университете работает около 2 тыс. преподавателей, из которых около трех сотен являются профессорами. Обучается более 17 тысяч студентов, включая около 2 тысяч аспирантов.